# 祖基亞國家公園

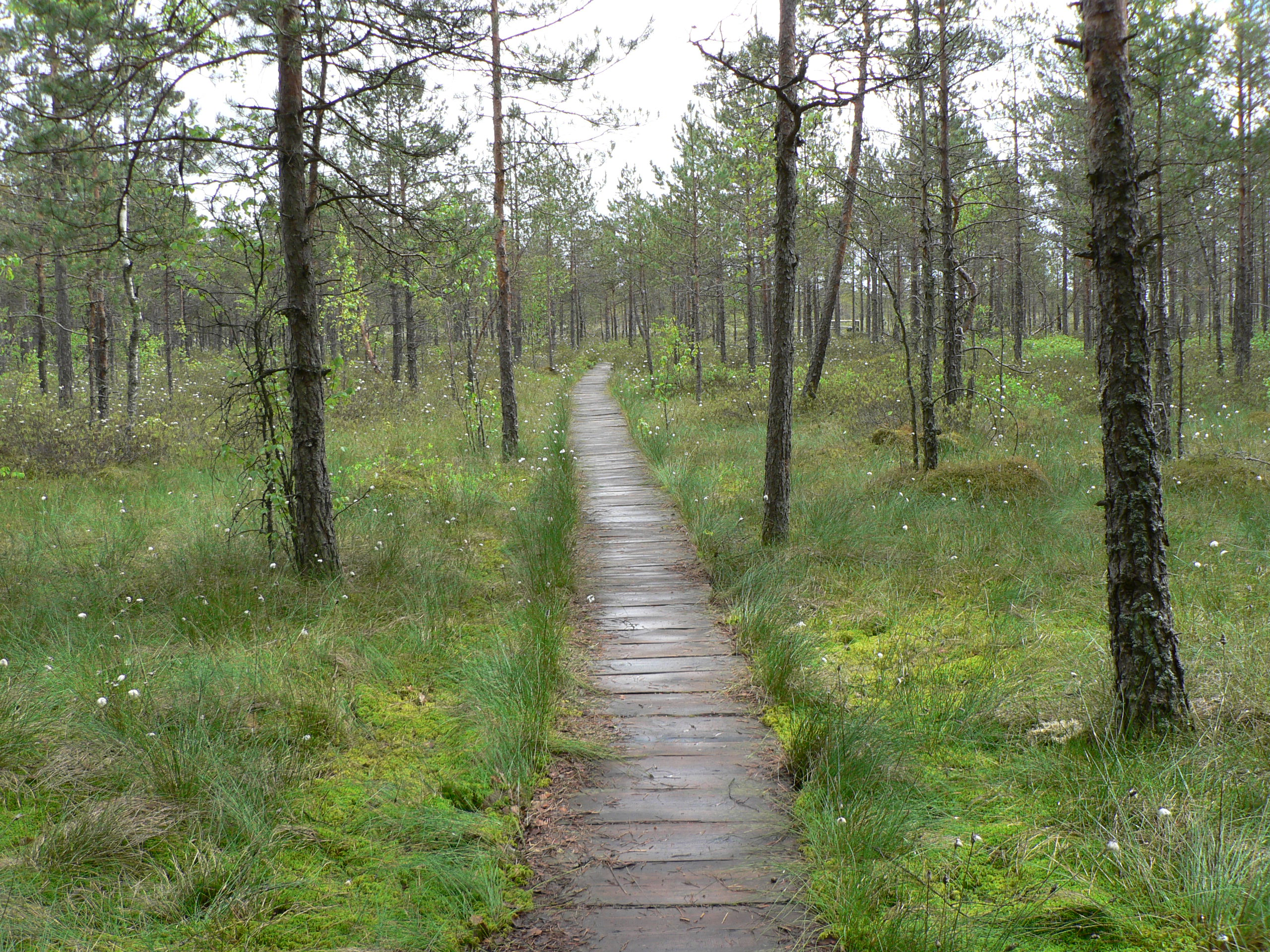

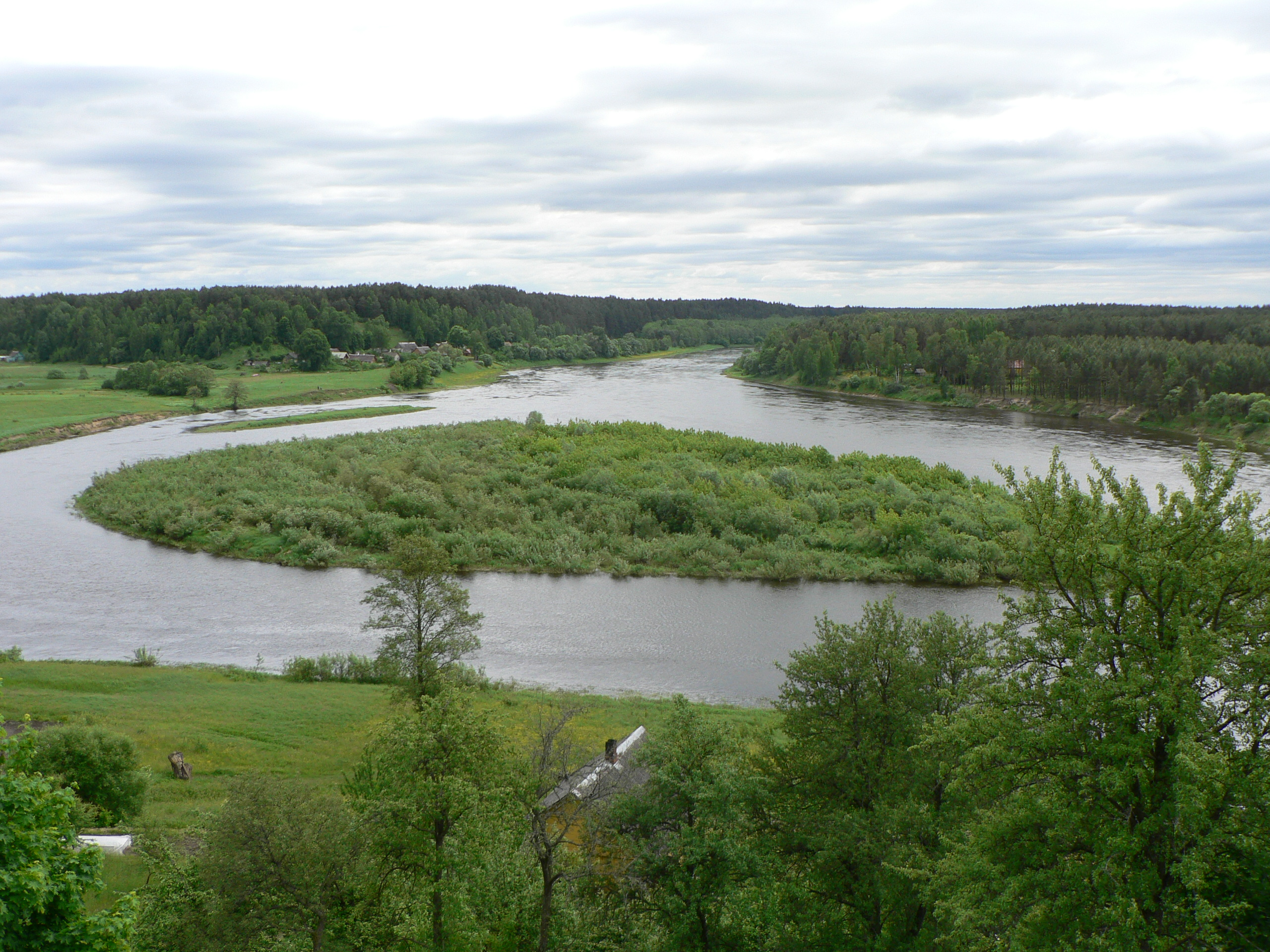

祖基亞國家公園是立陶宛的國家公園，位於該國南部祖基亞地區，与白俄罗斯接壤，毗鄰與白俄羅斯接壤的邊境，始建於1991年，面積550平方公里，受大陸性氣候影響，

## 外部連結
- Dzukija National Park
- BirdLife IBA Factsheet （页面存档备份，存于）
- Dzukija National Park on Litauen Netz （页面存档备份，存于）